# Jean Carlos Chacón
Jean Carlos Chacón Luna (Heredia, 15 de agosto de 1979) es un futbolista costarricense que jugaba como portero y su club fue el Orion F.C. de la Primera División, En la actualidad es profesor de inglés en el Colegio Técnico Profesional de Purral. 

## Clubes
| Campeonato       | Equipo                               | País       | Año         |
| ---------------- | ------------------------------------ | ---------- | ----------- |
| Primera División | Club Sport Herediano                 | Costa Rica | 2003 - 2006 |
| Primera División | Club Sport Cartaginés                | Costa Rica | 2007 - 2009 |
| Primera División | Asociación Deportiva Filial Club UCR | Costa Rica | 2009 - 2011 |
| Invierno 11      | Orion F.C.                           | Costa Rica | 2011        |